# Дом Е. С. Лобковой
Дом Е. С. Лобковой — особняк в центре Москвы (Большой Толмачёвский пер., д. 5, стр. 7). Построен в 1807 году в стиле ампир. В настоящее время в нём располагается представительство Алтайского края. Дом Е. С. Лобковой имеет статус объекта культурного наследия федерального значения.

## История

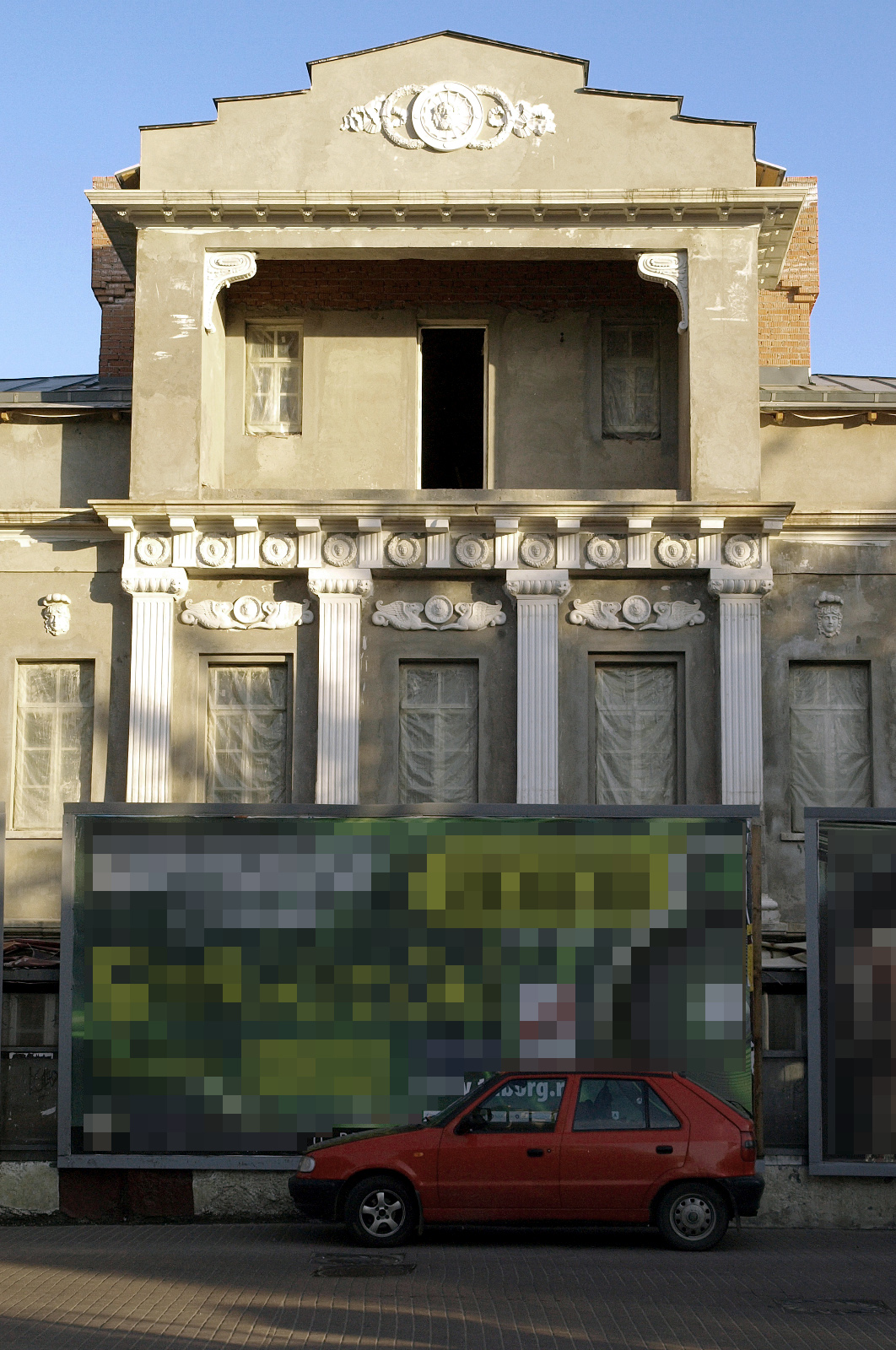
Дом в 2008 году
во время реставрации

Особняк в Большом Толмачёвском переулке был построен 1807 году для подпорутчицы Екатерины Сергеевны Лобковой. С 1852 года он принадлежал купцам Медынцевым, с 1861 года — купцам Лосевым.
Изначально особняк был П-образным в плане. В 1850-х годах со стороны двора были сделаны пристройки. В 1860-х годах был переделан мезонин, где была обустроена лоджия. В начале XXI века особняк был отреставрирован. Сейчас в нём размещается представительство Алтайского края.

## Архитектура
Дом Е. С. Лобковой имеет два этажа и деревянный мезонин. Центральная часть особняка выделена небольшим ризалитом и каннелированным пилястровым портиком второго этажа, увенчанным фризом с метопами и триглифами. Над ним расположена наиболее выразительная деталь дома — глубокая лоджия мезонина, ограждённая тонкой металлической решёткой. Потолок лоджии визуально поддерживают два лепных кронштейна. Над окнами второго этажа размещены лепные украшения. Слева от дома — пилон ворот с калиткой.